# Джуєн
Джує́н (рос. Джуен) — село у складі Амурського району Хабаровського краю, Росія. Адміністративний центр та єдиний населений пункт Джуєнського сільського поселення.

## Населення
Населення — 461 особа (2010; 514 у 2002).
Національний склад (станом на 2002 рік):
- нанайці — 81 %